# Lucía Dufour
Lucía Dufour fue una actriz teatro y televisión argentina.

## Carrera
Lucía Dufour fue una actriz de carácter que tuvo su apogeo en las primeras décadas del siglo XX. En 1939 actuó en un radioteatro titulado Daniel Aldao, el valiente, emitido por Radio El Mundo, encabezada por Héctor Coire, y secundada por Meneca Norton, Julia Vidal, Gustavo Cavero, María Padín y Ernesto Villegas.
Integró, en 1946, la Agrupación de Actores Democráticos cuya junta directiva estuvo formada por los actores Pablo Racioppi, Pascual Nacaratti, Alberto Barcel, Domingo Mania y la actriz Lydia Lamaison.
Destacada damita joven, sus actuaciones cómicas en teatro se hicieron conocidas en obras como La gata, estrenada en el Teatro Colón, con la Compañía Nacional de Comedias Carmen Valdés- Nicolás Fregues con el primer actor Rodolfo Onetto y la primera actriz Elba Rosquellas. En 1949 la Compañía Argentina de Comedias  de Nicolás Fregues- María Rosa Gallo- Berta Ortegosa, con quienes estrenó las obras Anoche me casé con usted, señor y Agua en las manos, con Luis Corradi, Juan G. Castro y Leonor Lima.
En 1955 formó parte de la Compañía Nicolás Fregues-Irma Córdoba- Osvaldo Miranda con la que estrenaron la comedia Sabotaje en el Infierno (o Ese amor terreno) en el Teatro Patagonia.
En televisión participó el Ciclo de Teatro Universal, en el episodio La esposa constante con Claudia Fontán, Fernando Heredia y Américo Sanjurjo.

## Teatro
- 1955: Sabotaje en el Infierno.
- 1950: Hacia la gloria, estrenada en el Teatro Nacional Cervantes.
- 1949: Agua en las manos
- 1949: Anoche me casé con usted, señor.
- 1947: La gata.

## Televisión
- 1954: Ciclo de Teatro Universal.